# Horst Köhler
Pour les articles homonymes, voir Köhler.
Horst Köhler (en allemand : /ˈhɔɐ̯st ˈkøːlɐ/ ), né le 22 février 1943 à Heidenstein (alors en territoire polonais occupé) et mort le 1er février 2025 à Berlin, est un économiste et homme d'État allemand. Membre de l'Union chrétienne-démocrate d'Allemagne (CDU), il est président fédéral d'Allemagne de 2004 à 2010.
Économiste de formation, il entre au service du gouvernement fédéral allemand comme haut fonctionnaire. Il est notamment secrétaire d'État au ministère fédéral des Finances entre 1990 et 1993.
Après avoir dirigé la Banque européenne pour la reconstruction et le développement à partir de 1998, il est nommé directeur général du Fonds monétaire international en 2000. 
Sa candidature à la présidence fédérale d'Allemagne étant proposée par les Unions chrétiennes et le Parti libéral-démocrate en 2004, il est préféré par l'Assemblée fédérale à l'universitaire Gesine Schwan. Candidat à un second mandat, il est réélu cinq ans plus tard face à la même adversaire.
Un peu plus d'un an après sa réélection, il démissionne alors qu'il est mis en cause pour avoir défendu l'intervention de la Bundeswehr en Afghanistan. Il s'éloigne de la scène politique nationale et remplit des missions diplomatiques pour l'Organisation des Nations unies.

## Biographie

### Origines, études et mariage
Horst Köhler est né dans une famille paysanne modeste et nombreuse, originaire de Ryschkanowka, près de Glückstal, au nord Bălți, de nos jours appelée la capitale du nord de la république de Moldavie. La famille appartenait à la minorité allemande « rapatriée » de Bessarabie dans les frontières du IIIe Reich après la signature du Pacte germano-soviétique pour « recoloniser » des fermes dont les paysans polonais furent chassés.
Lors de l'arrivée de l'Armée rouge, la famille Köhler s'enfuit pour s'installer près de Leipzig, en zone soviétique, qui deviendra la République démocratique allemande (RDA). Elle y resta jusqu'à la collectivisation des fermes, et s'en enfuit alors de nouveau pour aller dans la récente République fédérale d'Allemagne (RFA) afin de s'installer dans le Land de Bade-Wurtemberg. Finalement, Horst Köhler aura passé la majeure partie de sa vie en tant que réfugié.
Après son baccalauréat, obtenu en 1963 à Ludwigsburg, il fait son service militaire au Panzergrenadier d'Ellwangen ; il quitte la Bundeswehr après deux ans de service, avec le grade de lieutenant de réserve (Leutnant der Reserve). Après cette période, il est admis à la faculté de sciences économiques de l'université de Tübingen, au sein de laquelle il obtient un doctorat en économie et en sciences politiques. Entre 1969 et 1976, il occupe un poste d'assistant à l'Institut de recherche économique appliquée.
En 1969, après ses études supérieures, Horst Köhler épouse Eva Luise Bonhet, enseignante et militante du Parti social-démocrate. De ce mariage naissent deux enfants, prénommés Ulrike et Jochen.

### Carrière d'économiste
C'est en 1976 que Horst Köhler entre dans la fonction publique en entrant au ministère fédéral de l'Économie, qu'il quitte cinq ans plus tard, en 1981, après avoir été employé à la chancellerie de l'État de Schleswig-Holstein, sous la direction du ministre-président Gerhard Stoltenberg, lequel le recommande, moins d'un an plus tard, au ministère fédéral des Finances, à Bonn. Entre 1987 et 1990, il est successivement directeur général pour la politique financière et les intérêts industriels fédéraux, puis directeur général pour la monnaie et les crédits.
Nommé secrétaire d’État aux Finances en 1990, Horst Köhler est placé sous l'autorité du ministre fédéral Theodor Waigel. Trois ans plus tard, en 1993, il est appelé à présider la Fédération allemande des caisses d’épargne (de) (Deutscher Sparkassen- und Giroverband).
En 1998, Horst Köhler devient le président de la Banque européenne pour la reconstruction et le développement (BERD), qui siège à Londres. Il est, après Jacques Attali et Jacques de Larosière, le troisième dirigeant de cette institution fondée sept ans plus tôt, en 1991.
Dès son arrivée, il doit faire face aux difficultés rencontrées par l'établissement du fait de l'effondrement financier de la Russie. Il décide alors de rompre avec la précédente politique menée jusqu'à présent par la direction de la BERD, considérée comme « laxiste » par ses plus sévères critiques, pour recentrer les politiques d'investissement, ce que conteste en partie le vice-président de la BERD, Charles Frank, qui lui reproche également son caractère et ses orientations.

### Directeur général du FMI
Alors que le mandat de Michel Camdessus approche de son terme, Horst Köhler fait part de son intérêt pour la direction générale du Fonds monétaire international (FMI). Dans un premier temps, Köhler, qui jouit de sa fonction de président de la BERD, ne dispose pas du soutien du gouvernement fédéral allemand, dirigé par le social-démocrate Gerhard Schröder, qui lui préfère son propre secrétaire d'État aux Finances, Caio Koch-Weser (de). Or, la candidature de ce haut fonctionnaire est rejetée par les États-Unis, qui préfèrent celle de Stanley Fischer.
Après avoir obtenu l'appui du chancelier de l'Échiquier britannique Gordon Brown, Horst Köhler est finalement désigné directeur général du FMI pour une période de cinq ans par le conseil d'administration convoqué le 23 mai 2000. Il doit attendre le 1er juillet suivant pour entrer en fonction et s'installer alors à Washington, où se trouve le siège central de l'institution.
Au cours de son mandat, il doit faire face à la grande crise économique qui secoue l'Argentine entre 1998 et 2002.

### Président fédéral
Candidat des chrétiens-démocrates de la CDU et des libéraux à la présidence fédérale, Horst Köhler démissionna de la direction du FMI le 4 mars 2004. Ces partis étant majoritaires à l'Assemblée fédérale (624 des 1 205 membres), l'élection du 23 mai 2004 était considérée par la presse comme gagnée d'avance. Cependant, bien que Köhler fût élu dès le premier tour, le résultat se révéla plus serré que prévu.
Horst Köhler succède au président Johannes Rau le 1er juillet 2004. La même année, le château Bellevue subit d'importants travaux de rénovation ; le couple présidentiel s'installe alors au château de Charlottenburg qui devient provisoirement siège de la présidence de la République fédérale, jusqu'en 2006.
Il est le premier président fédéral à ne pas appartenir à l'appareil d'un parti politique. Ses déclarations et prises de position, inhabituellement tranchées pour un président allemand, sont à l'origine de quelques controverses dans la presse et les médias. Ce manque de neutralité lui a été à nouveau reproché au moment où le chancelier Gerhard Schröder préparait l'organisation d'élections anticipées en 2005. De nombreux membres du SPD l'accusent alors d'avoir laissé filtrer dans la presse des informations sur ses entretiens avec le chancelier.
En mai 2007, pour pouvoir juger de l'opportunité de gracier Christian Klar, condamné pour sa participation au sein de la Fraction armée rouge, il décide d'avoir un entretien privé avec lui, ce qui déclenche les foudres du parti conservateur bavarois CSU. Certains menacent ouvertement le chef de l'État de ne pas le soutenir lors de la prochaine élection présidentielle à venir dans deux ans, ce qui déclenche une vive polémique au niveau gouvernemental, car la chancelière Angela Merkel prend sa défense. La demande de grâce de Christian Klar est refusée, mais le bureau du président ne donne pas de raisons.
Dans son discours à la Nation de Noël 2007, Horst Köhler encourage vivement le gouvernement Merkel à accélérer le rythme des réformes. Il critique également l'introduction d'un salaire minimum dans le secteur postal, initiative qui a entraîné la perte de 1 000 emplois dans le groupe PIN, rival de la Deutsche Post, déclarant qu’« un salaire minimum qui ne peut pas être payé par les employeurs de la concurrence détruit des emplois ».
Le 22 mai 2008, Köhler annonce sa candidature pour un second mandat en tant que président fédéral. Il est réélu le 23 mai 2009 au premier tour avec la majorité minimale requise de 613 voix. Lors de la crise financière de l'année 2008, il dénonce publiquement le marché financier comme étant devenu « un monstre qui doit être remis à sa place ».
Le 22 mai 2010, de retour d'Afghanistan, il estime que la société « comprend la nécessité d'engagements militaires » pour protéger les intérêts économiques de l'Allemagne. Face aux critiques suscitées dans le pays, il démissionne neuf jours plus tard ; critiques qui se concentraient sur l'action de l'Allemagne en Afghanistan alors que le président évoquait la participation des forces allemandes à l'opération européenne Atalante, visant à sécuriser le passage des bateaux dans l'océan Indien, vis-à-vis des pirates somaliens. Il est remplacé à titre intérimaire par Jens Böhrnsen, président du Conseil fédéral.
En 2011, il reçoit la médaille Karl-Preusker.
En 2017, il est nommé envoyé spécial pour le Sahara occidental par le secrétaire général de l'ONU Antonio Guterres. Il quitte cette fonction en 2019.